# Balanococcus singularis
Balanococcus singularis är en insektsart som först beskrevs av Schmutterer 1952.  Balanococcus singularis ingår i släktet Balanococcus och familjen ullsköldlöss. Inga underarter finns listade i Catalogue of Life.